# Brunnthal (Michelstadt)
Brunnthal ist ein zum Stadtteil Vielbrunn der Stadt Michelstadt im südhessischen Odenwaldkreis gehörender Weiler.

## Geographische Lage
Brunnthal liegt 4,5 Kilometer nordöstlich von Vielbrunn im äußersten Norden der Gemarkung, unmittelbar an der Landesgrenze zu Bayern im gleichnamigen Tal des gleichnamigen Quellbaches, der auf Karten manchmal schon als Laudenbach bezeichnet wird. Das Tal erstreckt sich von der Vielbrunner Höhe, dem östlichen Odenwaldrücken des Buntsandstein-Odenwaldes, bis nach Laudenbach. Brunnthal und der benachbarte Weiler Bremhof sind die am weitesten nördlich und östlich gelegenen Siedlungen des Michelstädter Stadtgebietes. Die vom Westen von der hessischen Landesstraße 3349 herführende Kreisstraße 94 verläuft über Bremhof und Brunnthal weiter nach Osten an den Main zum unterfränkischen Laudenbach im Landkreis Miltenberg. In der Nähe von Brunnthal befindet sich auch der tiefstgelegene Punkt von Michelstadt (176 m ü.NN).

## Geschichte
Wenige Hundert Meter westlich der Kleinsiedlung befinden sich ausgeräumte Hügelgräber, welche in die Zeit der Schnurkeramik datiert werden. Zu Zeiten des Römischen Reiches verlief wenige Kilometer westlich die ältere Odenwaldlinie des Neckar-Odenwald-Limes mit dem Kastell Hainhaus aus trajanischer Zeit, so dass das heutige Ortsgebiet germanisches Territorium war. Mit der Vorverlegung des Limes an den Main als Verlängerung des nassen Limes um 160 u. Z. wurde das Gebiet bis zum Limesfall für knapp 100 Jahre römisches Territorium.
Die Siedlung wurde am 7. Mai 1432 erstmals als Brontall in einer erbachschen Urkunde über Teilungen von Waldbesitz der Herrschaft Breuberg erwähnt. 1730 stellte die Ortschaft genau 2 Centmänner. 1757 wird der Ort dann als Bronnthal genannt. Die Siedlung war 1787 wie der Bremhof verwaltungsmäßig zweigeteilt: ein Teil gehörte zur Grafschaft Erbach-Schönberg, Herrschaft Breuberg, die andere Hälfte zum Fürstentum Löwenstein-Wertheim-Rochefort in der Zent Lützelbach. 1806 kam der Weiler zum Großherzogtum Hessen. 1829 wurden 38 Einwohner gezählt. 
Kirchlich gehörte der Ort im 16. Jahrhundert zu Lützelbach, ab 1819 dann zum Pfarrdorf Vielbrunn.
Heute besteht der Ort aus zwei bewohnten Hofreiten.

## Bauwerke
- Das ehemalige Löwenstein-Wertheimsche Forsthaus ist ein zweistöckiges Fachwerkwohnhaus mit Krüppelwalmdach aus der zweiten Hälfte des 18. Jahrhunderts, zugehörig eine Fachwerkscheune gleichen Alters.
- Die Forsthofreite ist ein lang gestrecktes, einstöckiges, zum Teil massiv gebautes Fachwerkwohnhaus, ebenfalls aus dem 18. Jahrhundert. An die westliche Traufseite stößt ein langes Stallgebäude aus Sandstein. Unterhalb der Hofreite befindet sich eine breit gelagerte, talwärts unterkellerte Schafscheuer aus der Wende zum 19. Jahrhundert.
- Sehenswert ist die historische Brunnenstube am Schwarzen See aus dem 16. Jahrhundert.[4]